# Diemodynerus saucius
Diemodynerus saucius är en stekelart som först beskrevs av Henri Saussure 1856.  Diemodynerus saucius ingår i släktet Diemodynerus och familjen Eumenidae. Inga underarter finns listade i Catalogue of Life.